# Corb marí de barbeta roja
El corb marí de barbeta roja (Phalacrocorax varius) és una espècie d'ocell de la família dels falacrocoràcids (Phalacrocoracidae) que habita badies, llacs i rius, en Austràlia, Tasmània i Nova Zelanda, incloent l'illa Stewart.